# Selsey Bill
Selsey Bill är en udde i Storbritannien.   Den ligger i riksdelen England, i den södra delen av landet, 100 km sydväst om huvudstaden London.
Terrängen inåt land är mycket platt. Havet är nära Selsey Bill söderut.  Närmaste större samhälle är Bognor Regis, 9,1 km nordost om Selsey Bill. 